# 震旦国际大楼
震旦国际大楼（英語：Aurora Plaza）是一幢坐落在上海陆家嘴的商业建筑，建成于2003年，业主为台湾震旦集團旗下公司「震旦国际大楼（上海）有限公司」。其高180米，主楼共38层、副楼共6层、地下3层，建筑总面积超过10万平方米。
震旦国际大楼交通便捷，步行6分钟至上海地铁2号线，45分钟可抵浦东国际机场，是陆家嘴金融贸易区临黄浦江邊的一個甲级办公楼。

## 建筑特色
震旦国际大楼主楼外部1楼到5楼为花岗石材墙面，5楼以上为金银色相间的玻璃幕墙。室内设计为欧式风格。大楼另一个特色是它的LED显示屏，于2003年初建成，宽57米，高63米，总面积达3591平方米，2003年4月1日正式播放节目，2004年10月获得吉尼斯世界纪录最大屏幕；一些有名的由该显示屏播放的有地球一小时以及'I Love SH'（我爱上海）的宣传广告。地理位置面向上海外滩，是上海地理位置最佳最大的弧形LED显示屏。最上方有集團中文名“震旦”，但在建成的2003年至大約2011-2013年間，為其英文名“AURORA”的艺术字，之後才改為中文名，具體更改日期已不詳。

## 交通
- 2号线陆家嘴站

## 图集

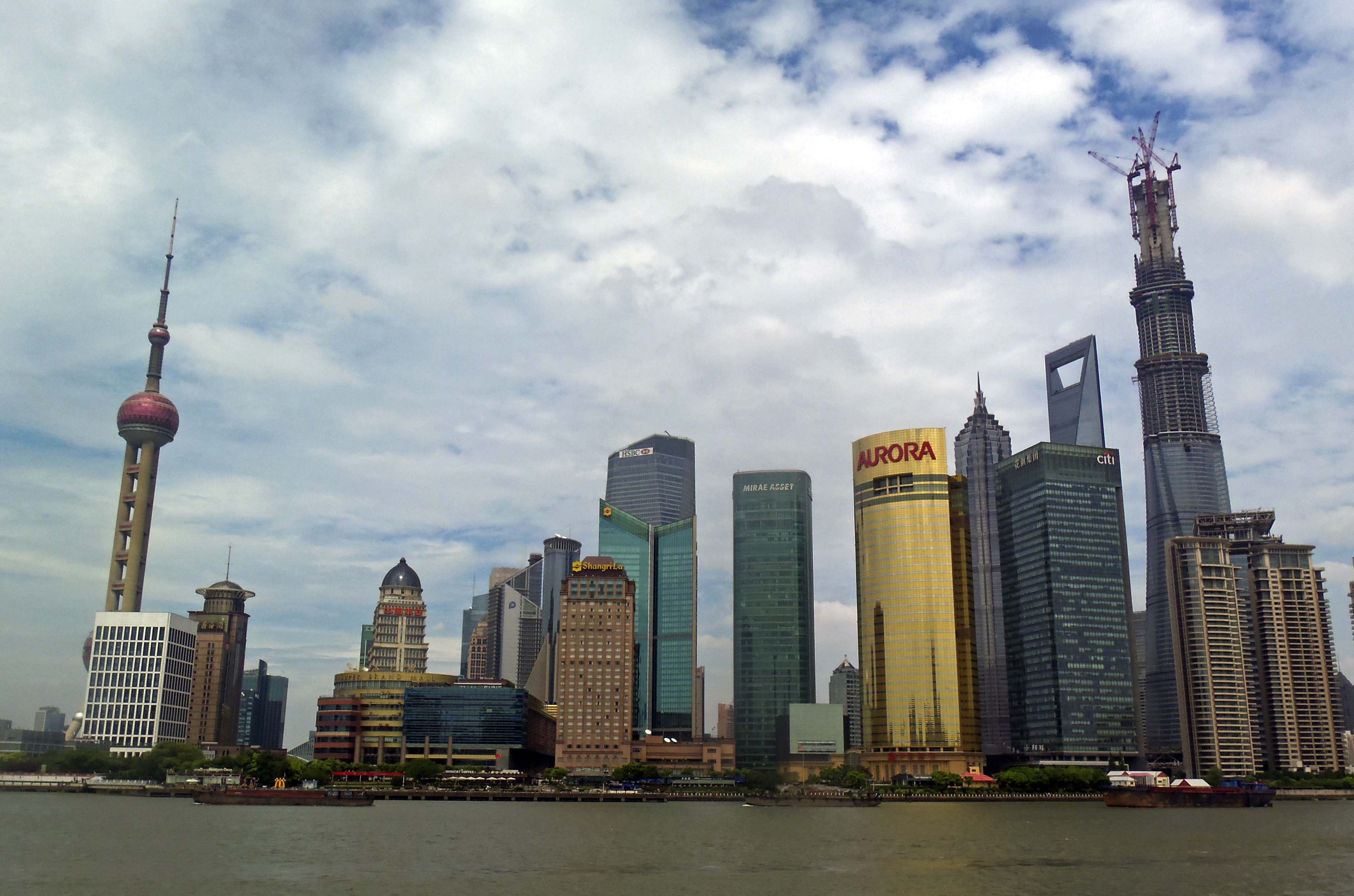
陆家嘴天际线中的震旦国际大楼
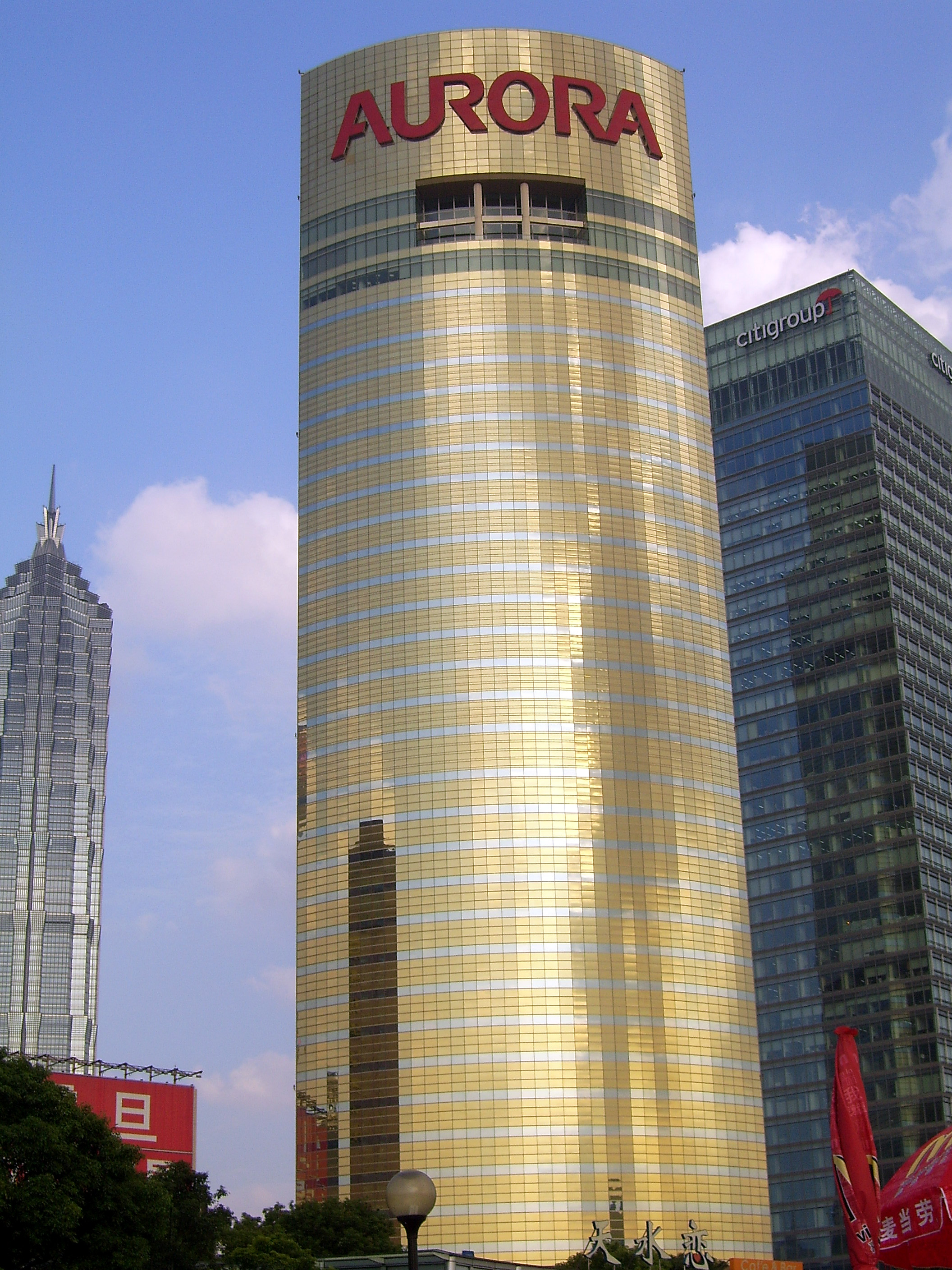
震旦国际大楼（2005年），當時上方還是集團英文名AURORA
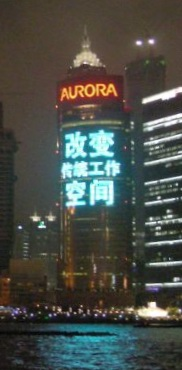
晚上的LED显示屏
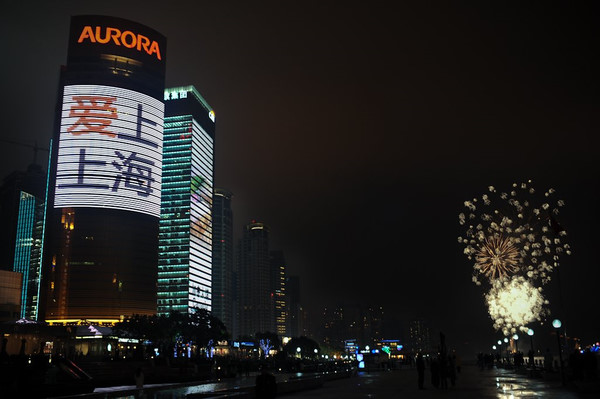
LED显示屏上显示“爱上上海”